# Chrismatorium

Chrismatorium, 16e eeuw, in collectie Museum Catharijneconvent

Een chrismatorium of oliedoos is een voorwerp uit de rooms-katholieke liturgie. De naam oliedoos kwam in de 2e helft van de 20e eeuw in zwang.
Het betreft een metalen doos, met daarin een drietal kleinere doosjes of busjes. Deze bevatten elk een van de drie heilige oliën die gebruikt worden bij diverse sacramenten en liturgische plechtigheden.